# Konstantin Gorowikow
Konstantin Władimirowicz Gorowikow, ros. Константин Владимирович Горовиков (ur. 31 sierpnia 1977 w Nowosybirsku) – rosyjski hokeista, reprezentant Rosji, trener.

## Kariera zawodnicza
- SKA Sankt Petersburg (1995–1999)
- Grand Rapids Griffins (1999–2001)
- Saławat Jułajew Ufa (2001–2003)
- Siewierstal Czerepowiec (2003–2004)
- SKA Sankt Petersburg (2004–2005)
- Awangard Omsk (2005–2007)
- SKA Sankt Petersburg (2007–2010)
- Dinamo Moskwa (2010–2017)

Wychowanek Sibiru Nowosybirsk. Od 2010 zawodnik Dinama Moskwa. 1 maja 2013 przedłużył kontrakt o dwa lata. Występował do końca sezonu KHL (2016/2017). W grudniu 2017 ogłosił zakończenie kariery zawodniczej.
Uczestniczył w turniejach mistrzostw świata w 2006, 2008, 2009, 2011.

## Kariera trenerska
- SKA-Niewa (2018), asystent trenera[3][4]
- Dinamo Sankt Petersburg do lat 18 (2019), asystent trenera
- Dinamo-Junior Sankt Petersburg (2019/2020), asystent trenera
- Reprezentacja Rosji II (2018), asystent trenera
- Reprezentacja Rosji do lat 18 (2021/2022), asystent trenera
- SKA-Niewa (2022-), asystent trenera[5]

## Sukcesy
Reprezentacyjne
- Złoty medal mistrzostw świata: 2008, 2009

Klubowe
- Mistrzostwo dywizji IHL: 2000, 2001 z Grand Rapids Griffins
- Mistrzostwo konferencji IHL: 2000 z Grand Rapids Griffins
- Mistrzostwo w sezonie regularnym IHL: 2001 z Grand Rapids Griffins
- Złoty medal mistrzostw Rosji: 2012, 2013 z Dinamem Moskwa
- Puchar Gagarina: 2012, 2013 z Dinamem Moskwa
- Srebrny medal mistrzostw Rosji: 2006 z Awangardem Omsk
- Brązowy medal mistrzostw Rosji: 2007 z Awangardem Omsk
- Puchar Spenglera: 2010 ze SKA Sankt Petersburg

Indywidualne
- Puchar Kontynentalny 2006/2007: Najbardziej Wartościowy Gracz (MVP)
- KHL (2011/2012):
  - Pierwsze miejsce w klasyfikacji asystentów w fazie play-off: 14 asyst
  - Drugie miejsce w klasyfikacji strzelców zwycięskich goli w fazie play-off: 3 gole
  - Drugie miejsce w klasyfikacji kanadyjskiej w fazie play-off: 20 punktów
  - Najlepszy obrońca finałów o Puchar Gagarina
- KHL (2015/2016): Nagroda za Wierność Hokejowi[6]

Wyróżnienia
- Zasłużony Mistrz Sportu Rosji w hokeju na lodzie: 2009
- Dyplom Wdzięczności Prezydenta Federacji Rosyjskiej: 2013[7]

Odznaczenie
- Medal Orderu „Za zasługi dla Ojczyzny” II stopnia: 2009[8]